# Б'єльса
Б'єльса (ісп. Bielsa) — муніципалітет в Іспанії, у складі автономної спільноти Арагон, у провінції Уеска. Населення — 508 осіб (2009).
Муніципалітет розташований на відстані близько 410 км на північний схід від Мадрида, 75 км на північний схід від Уески.
На території муніципалітету розташовані такі населені пункти: (дані про населення за 2009 рік)
- Б'єльса: 342 особи
- Чисагес: 22 особи
- Есп'єрба: 36 осіб
- Хав'єрре: 43 особи
- Парсан: 63 особи
- Салінас-де-Б'єльса: 5 осіб

## Демографія
Динаміка населення (INE ):

## Галерея зображень

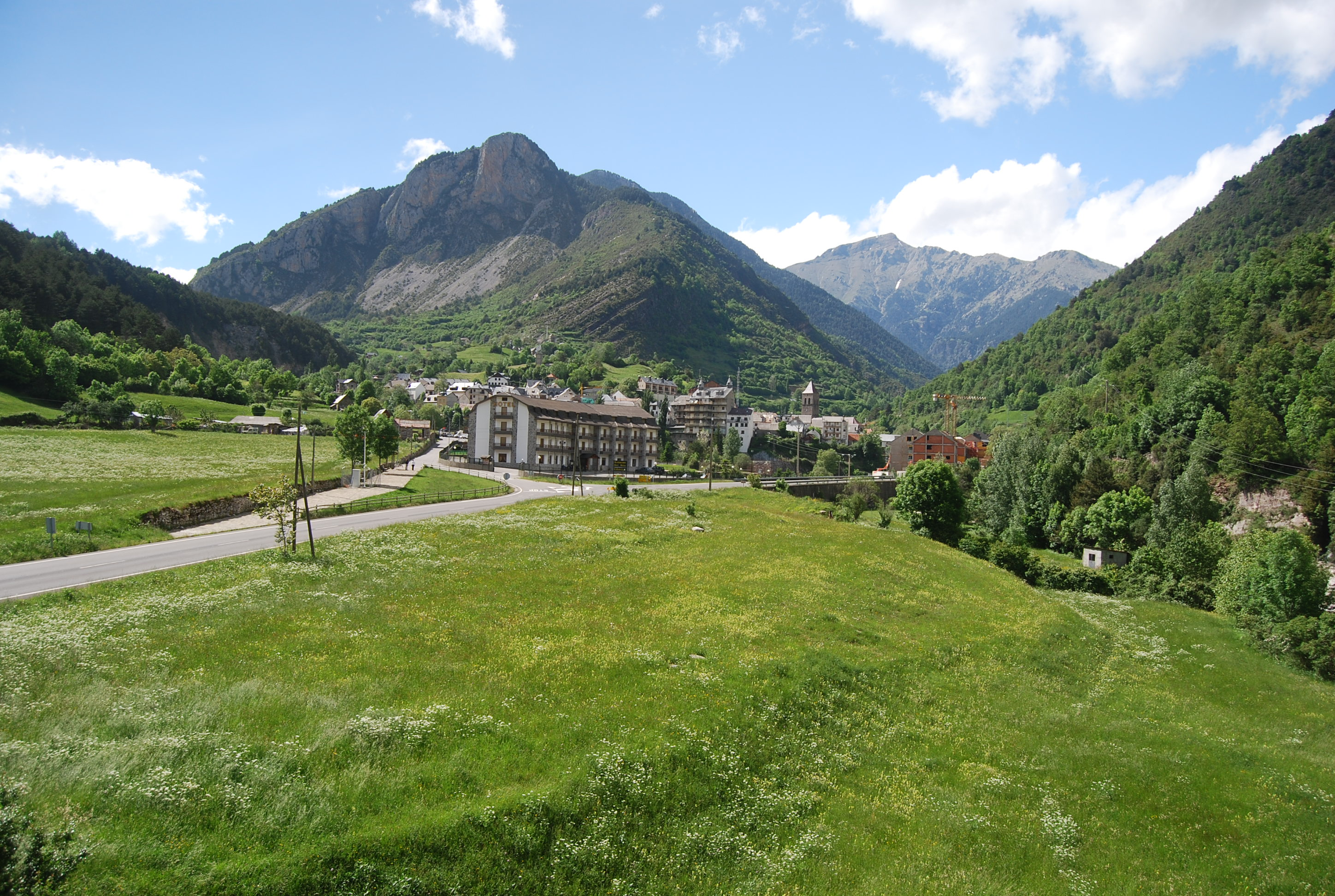
Б'єльса